# Cylindrocarpon magnusianum
Cylindrocarpon magnusianum är en svampart som beskrevs av Wollenw. 1928. Cylindrocarpon magnusianum ingår i släktet Cylindrocarpon och familjen Nectriaceae.   Inga underarter finns listade i Catalogue of Life.